# داغ تنهایی
 داغ تنهایی نام یک آلبوم موسیقی اثر عبدالحسین مختاباد، هنرمند ایرانی است که با آهنگسازی و تنظیم امید سیاره در سبک سنتی و ارکسترال ایرانی تهیه شده و دارای ۹ آهنگ است.  این آثار بر روی اشعاری از قاسم سیاره ( آشفته شهرضایی ) - رهی معیری و پریش شهرضایی ساخته و تنظیم شده است. شرکت سروش این آلبوم را در زمستان ۱۳۷۵ هجری شمسی منتشر نمود.

## فهرست آهنگ‌ها
| ردیف | آهنگ             | شاعر                                  | آهنگساز        | تنظیم کننده |
| ۱    | تصنیف شیدایی     | آشفته شهرضایی                         | شهنازی-برازنده | امید سیاره  |
| ۲    | تصنیف نیایش      | آشفته شهرضایی                         | امید سیاره     | امید سیاره  |
| ۳    | چهارمضراب شوشتری | بی کلام                               | امید سیاره     | امید سیاره  |
| ۴    | ساز و آواز       | شعر پریش - همنواز آواز: جلال ذوالفنون | -              | -           |
| ۵    | تصنیف شوشتری     | بی کلام                               | امید سیاره     | امید سیاره  |
| ۶    | قطعهٔ انتطار      | برای سنتور و ارکستر                   | امید سیاره     | امید سیاره  |
| ۷    | ساز و آواز       | شعر رهی - همنواز آواز: جلال ذوالفنون  | -              | -           |
| ۸    | تصنیف            | آشفته شهرضایی                         | امید سیاره     | امید سیاره  |
| ۹    | تصنیف داغ تنهایی | رهی معیری                             | امید سیاره     | امید سیاره  |